# Mihnea Constantinescu
Mihnea Constantinescu (n. 13 decembrie 1961, România – d. 18 noiembrie 2018, Nisa, Franța) a fost un înalt funcționar și diplomat român.

## Biografie
Mihnea Constantinescu s-a născut într-o casă de pe Strada Livada cu Duzi din fosta Mahala a Cărămidarilor (astăzi demolată, situată în actualul Cartier al Tineretului), ca fiu al unui maistru petrolist, George, și al Petruței, casnică, într-o familie care mai număra doi frați. A absolvit Școala Generală nr. 100 din București, unde s-a distins de la început prin rezultate foarte bune la învățătură, și Liceul de informatică. În 1981, a fost admis la Facultatea de Energetică a Institutului Politehnic din București, pe care a absolvit-o cu media de 10.50, care lua în calcul și cele 50 de sutimi oferite pentru activitate în Asociația Studenților Comuniști. În timpul facultății, a obținut un singur 9, la Desen, în anul al doilea, și 58 de note de 10. Media obținută i-a conferit statutul de Șef de promoție absolut (pe toate facultățile Institutului Politehnic de la vremea respectivă). În aceeași perioadă, a condus Revista "ING", publicație studențească a Politehnicii. După absolvire, a fost repartizat la Centrala nucleară de la Cernavodă, dar s-a transferat la București, iar din 16 noiembrie 1989, a fost cooptat de Petre Roman în echipa didactică a Politehnicii.
Mihnea Constantinescu a fost, pe rând, asistent personal al premierului Petre Roman, șef de cabinet al premierului Theodor Stolojan (1991-1992), purtător de cuvânt al Guvernului (1990-1991), iar după Alegerile parlamentare din România din 1992, șef de cabinet al lui Mișu Negrițoiu, la vremea respectivă ministru de stat pentru coordonare, strategie și reformă în Guvernul Văcăroiu. A părăsit Guvernul Văcăroiu odată cu Mișu Negrițoiu, la demisia acestuia din 1993, după care a făcut un stagiu de studii în SUA, la Knoxville, Tennessee.
În paralel, și-a luat doctoratul în energie nucleară la Universitatea Politehnică, unde va rămâne asistent și lector universitar până în 2005.
În 1996, a fost cooptat de Adrian Severin în echipa Ministerului Afacerilor Externe din noul Guvern al Convenției Democrate și al Partidului Democrat. A îndeplinit funcțiile de șef de cabinet și director politic al MAE sub mai mulți miniștri de externe, până în 2004, când a fost numit șef de cancelarie al premierului Adrian Năstase (2004) și apoi al premierului Călin Popescu-Tăriceanu (2005-2008), dată după care îndeplinește funcția de ambasador cu însărcinări speciale în cadrul Ministerului Afacerilor Externe, specializat în probleme de energie.
În 2012 a fost numit de premierul Victor Ponta în postul de consilier de stat, desfășurându-și activitatea în aparatul propriu de lucru al primului-ministru.
De asemenea, a câștigat respectul și încrederea regelui Mihai și a moștenitoarei lui, prințesa Margareta, prin eforturile susținute în favoarea Casei Regale Române. Constantinescu a deținut calitatea de liaison diplomatic pentru Casa Regală în Ministerul Afacerilor Interne din 2001, iar în 2010, a fost invitat să facă parte din Consiliul Regal.

## Realizări
Mihnea Constantinescu și-a legat numele de o serie întreagă de proiecte de importanță capitală pentru România, printre care:
- Parteneriatul strategic România-SUA
- Intrarea României în NATO
- Intrarea României în Uniunea Europeană
- Integrarea romilor
- Reconstrucția Ministerului de Externe al Irakului după primul război din Irak, la care a participat în calitate de consilier
- Prezența remarcabilă a României în fruntea Asociației Internaționale pentru Memoria Holocaustului (IHRA), în timpul căreia IHRA a adoptat o definiție unanim acceptată a holocaustului
- Gazoductul BRUA.[2]

## Distincții
A fost decorat cu Ordinul „Coroana României” în grad de Comandor, cu Decorația Regală „Nihil Sine Deo” și cu Crucea Casei Regale a României.
La 28 octombrie 2013 a primit distincția de Cavaler al Ordinului Legiunii de Onoare, înmânată de către ambasadorul Franței la București, Philippe Gustin.
Pe 17 decembrie 2014 intra în galeria marilor personalități omagiate de Statul Israel, fiind înscris în „Cartea de Aur” a organizației Jewish National Fund (Keren Kayemeth LeIsrael) pentru remarcabila activitate în planul relațiilor diplomatice și al parteneriatelor bilaterale, ca și pentru contribuția la formarea tinerilor elevi români în domeniul diplomației și afacerilor internaționale.